# Jinhua Ye
Pour les articles homonymes, voir Ye.
Jinhua Ye est une chimiste chinoise, professeure à l'Institut national des sciences des matériaux de Tsukuba. 
Ses recherches portent sur les supraconducteurs à haute température pour la photocatalyse. Elle est élue membre de la Royal Society of Chemistry en 2016 et fait depuis lors partie chaque année du Clarivate Analytics Highly Cited Researcher.

## Formation
Enfant, Ye s'est intéressée à la science fiction, en particulier à une histoire de Ye Yonglie (en) dans laquelle figurait un château en diamant. Ye a appris que la photocatalyse permettait de diviser l'eau en hydrogène et en oxygène. Elle s'est ensuite inspirée de L'Île mystérieuse de Jules Verne,
Je crois que l'eau servira un jour de combustible, que l'hydrogène et l'oxygène qui la constituent, utilisés seuls ou ensemble, fourniront une source inépuisable de chaleur et de lumière, d'une intensité dont le charbon n'est pas capable. 
Elle étudie la chimie à l'Université du Zhejiang. Après avoir obtenu son diplôme de premier cycle, elle déménage au Japon, où elle rejoint l'Université de Tokyo. Après avoir obtenu son doctorat en 1990, elle rejoint l'Université d'Osaka en tant que chercheuse associée. 

## Recherche et carrière
En 1991, Ye rejoint l'Institut national des sciences des matériaux (en). Elle est nommée directrice du Centre des matériaux photocatalytiques en 2006 et directrice des matériaux d'assainissement de l'environnement en 2011. 
Ye consacre sa carrière à la réalisation de la photosynthèse artificielle. Elle s’intéresse particulièrement au développement de matériaux qui captent le plus de lumière solaire. Ye étudie les mécanismes de réaction et, dans le but de surmonter cinétique de réaction difficile, elle travaille sur la construction minutieuse des interfaces. En particulier, Ye a développé des surfaces nanostructurées  qui améliorent les réactivités et, en utilisant la résonance plasmonique de surface localisée, élargissent la gamme spectrale de ses matériaux photocatalytiques. 
Ye est élue membre de la Royal Society of Chemistry en 2016. En 2022, elle est incluse par l'American Chemical Society Energy Letters dans leur liste des principales femmes scientifiques mondiales dans la recherche sur l'énergie. 

## Publications (sélection)
- (en) Zhigang Zou, Jinhua Ye, Kazuhiro Sayama et Hironori Arakawa, « Direct splitting of water under visible light irradiation with an oxide semiconductor photocatalyst », Nature, NPG et Springer Science+Business Media, vol. 414, no 6864,‎ décembre 2001, p. 625-627 (ISSN 1476-4687 et 0028-0836, OCLC 01586310, PMID 11740556, DOI 10.1038/414625A).
- (en) Hua Tong, Shuxin Ouyang, Yingpu Bi, Naoto Umezawa, Mitsutake Oshikiri et Jinhua Ye, « Nano-photocatalytic materials: possibilities and challenges », Advanced Materials, Allemagne, Wiley-Blackwell, vol. 24, no 2,‎ 4 octobre 2011, p. 229-251 (ISSN 0935-9648 et 1521-4095, PMID 21972044, DOI 10.1002/ADMA.201102752).
- (en) Zhiguo Yi, Jinhua Ye, Naoki Kikugawa, Tetsuya Kako, Shuxin Ouyang, Hilary Stuart-Williams, Hui Yang, Junyu Cao, Wenjun Luo, Zhaosheng Li, Yun Liu et Ray L Withers, « An orthophosphate semiconductor with photooxidation properties under visible-light irradiation », Nature Materials, NPG, vol. 9, no 7,‎ 6 juin 2010, p. 559-564 (ISSN 1476-1122 et 1476-4660, OCLC 51211555, PMID 20526323, DOI 10.1038/NMAT2780).